# Sinetskaya Ulyana
Ulyana Sinetskaya (29.03.1996) - Ca sĩ người Nga, cựu nghệ sĩ solo của nhóm nhạc pop nữ CASH. Kể từ tháng 9 năm 2018, cô là nghệ sĩ solo của nhóm VIA Gra.

## Tiểu sử
Sinh ngày 29 tháng 3 năm 1996 tại Yugorsk . Khi còn trẻ, cùng gia đình chuyển đến Yekaterinburg . Từ năm tuổi, cô đã tham gia vào giọng hát. Năm 2014, sau khi tốt nghiệp, cô vào Học viện Giáo dục Nga, chọn nghề của một nhà tâm lý học. Cảnh tượng chủ yếu là người, giao tiếp. Và ở đây, không có tâm lý, không nơi nào có thể - Ulyana nói . Cô sống một thời gian ở Krasnodar .
Năm 2006, cô trở thành người vào chung kết cuộc thi âm nhạc "Junior Eurovision".
Năm 2008, cô trở thành chủ nhân của danh hiệu Phó Little Miss of the World World, và cũng nhận được giải thưởng Xi lanh vàng cho những thành tựu trong nghệ thuật pop.
Năm 2012, cô tham gia cuộc thi Bài hát nổi tiếng quốc tế lần thứ III, được tổ chức tại Prague, nơi cô giành giải nhất .
Năm 2013, cô biểu diễn trên sân khấu của Cung điện Kremlin, tại buổi tối kỷ niệm của Alexander Novikov, người đứng đầu Nhà hát Variety State, người có nghệ sĩ độc tấu lúc đó.
Năm 2014, cô tham gia chương trình âm nhạc "Tiếng nói". Người cố vấn là Alexander Gradsky.
Vào tháng 9 năm 2017, cô đã trở thành thành viên của New Star Factory dưới sự lãnh đạo của Victor Drobysh. Theo kết quả của buổi hòa nhạc báo cáo vào ngày 21 tháng 10 năm 2017, dự án được cho là sẽ rời đi, nhưng Philip Kirkorov, được mời làm khách, đã khăng khăng rằng cô gái bị bỏ lại .
Kể từ tháng 12 năm 2017, cô là nghệ sĩ solo của nhóm nhạc nữ CASH, người có màn trình diễn đầu tiên diễn ra tại buổi dạ tiệc cuối cùng của New Star Factory.
Kể từ tháng 9 năm 2018, cô là nghệ sĩ solo của nhóm VIA Gra.

## Danh sách đĩa hát

### Sự nghiệp solo
- «Лети» (2017)
- «Ула, Ула-ла» (2017)

### Là một phần của nhóm "VIA Gra"
- «Я полюбила монстра» (2018)
- «ЛюбоЛь» (2019)
- «1+1» (2019)

## Quay phim

### Là một phần của nhóm "VIA Gra"
| Năm  | Kẹp                | Giám đốc         | Thành viên                                       |
| ---- | ------------------ | ---------------- | ------------------------------------------------ |
| 2018 | Я полюбила монстра | Xindrek Maasik   | Meganskaya Olga, Herceg Erika, Sinetskaya Ulyana |
| 2019 | ЛюбоЛь             | Zaur Zaeev       | Meganskaya Olga, Herceg Erika, Sinetskaya Ulyana |
| 2019 | 1+1                | Sergey Solodskiy | Meganskaya Olga, Herceg Erika, Sinetskaya Ulyana |